# Banierjuffers
De banierjuffers (Polythoridae) zijn een familie van juffers (Zygoptera), een van de drie suborden van de libellen (Odonata). De familie telt 7 beschreven geslachten en 59 soorten.

## Taxonomie
De familie omvat de volgende geslachten:
- Chalcopteryx Selys, 1853
- Chalcothore De Marmels, 1988
- Cora Selys, 1853
- Euthore Selys, 1869
- Miocora Calvert, 1917
- Polythore Calvert, 1917
- Stenocora Kennedy, 1940